# Oratorio di Santa Maria Formosa (Castel Goffredo)

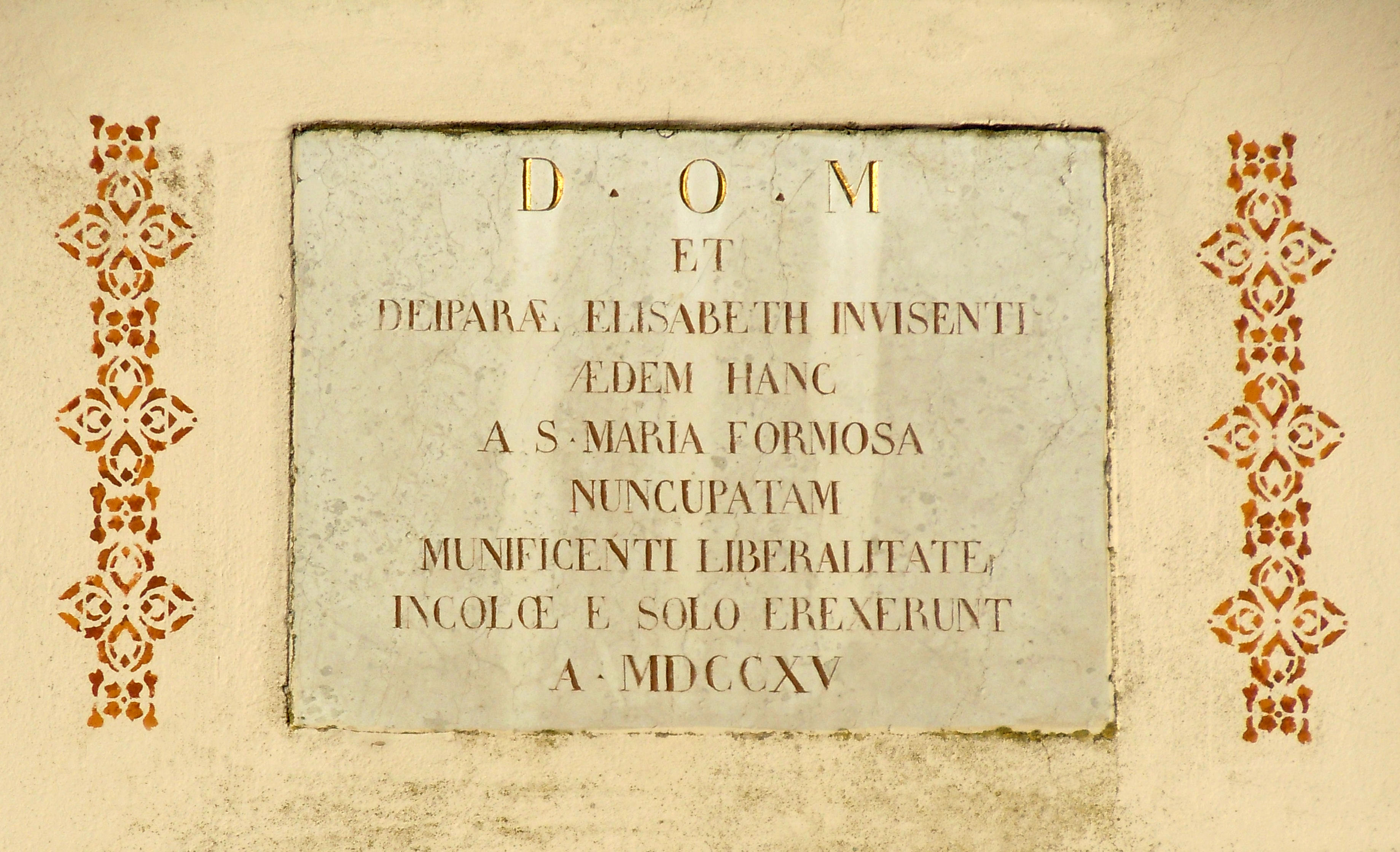
Lapide sulla facciata dell'oratorio

L'oratorio di Santa Maria Formosa (o oratorio della Visitazione) è un edificio religioso situato in frazione Berenzi di Castel Goffredo, in provincia di Mantova.

## Storia e descrizione
Edificato nel 1713 con materiale della preesistente Chiesa di Santa Maria Pomposa al cui interno è presente la pala d'altare Visitazione di Maria a Elisabetta, con i santi Giuseppe e Zaccaria del 1590, opera di allievi di Girolamo Muziano.
L'interno, a navata unica con volta a botte, termina con un piccolo presbiterio, nel quale spicca l'altare in legno laccato del XIX secolo.
All'interno dell'oratorio è conservato un reliquiario contenente un frammento della Santa Croce (ex ligno crucis).